# Blýskavice
Blýskavice je viditelný elektrický výboj v troposféře, jenž není provázený hřměním. Jsou pozorovatelné především v noci. Ottův slovník naučný uvádí, že se může jednat o viditelné záblesky ze vzdálených bouřek, pozorovatelné za jasného počasí, které již nemohou být slyšet. Vzdálenost takových bouřek je 70-150 km.
V jiných případech se může jednat o nehlučné výboje v atmosféře. Tyto výboje jsou pozorovatelné i v zimě. V tomto případě se jedná o viditelné přibližně horizontálně rovnoběžné nehlučné výboje.
Obecně lze říci, že blýskavice jsou vzdálené výboje v atmosféře bez hřmění. Pojem však pravděpodobně popisuje minimálně dva druhy úkazů - vzdálené bouřky a tiché výboje v atmosféře. 
Lidová pranostika o blýskavicích říká: "Blýská se na časy." a blýskavice tedy věští lepší počasí příští den.